# Historia de Osetia del Sur

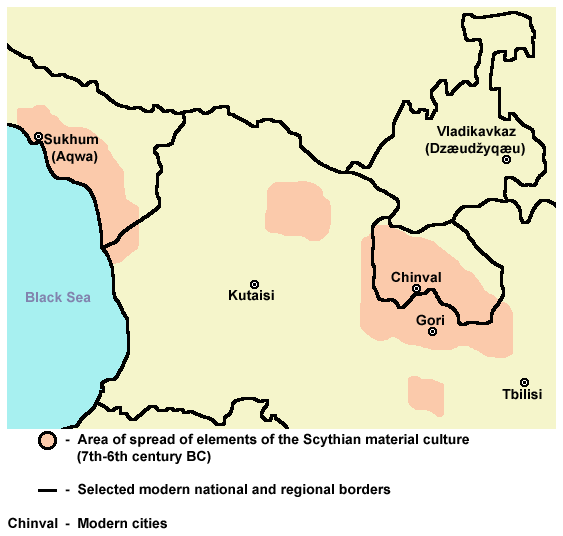

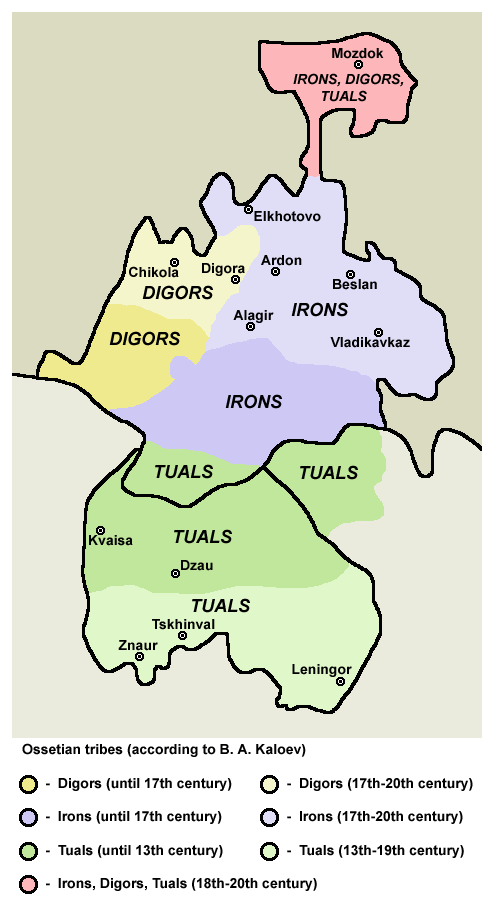

El topónimo de Osetia del Sur (o Alta Osetia) aparece por primera vez en la literatura militar rusa del siglo XIX y se refería entonces a las zonas montañosas de las regiones históricas georgianas de Racha, Imereti y sobre todo Shida Kartli, con gran presencia de población de origen oseta, que emigró del Cáucaso Norte.
Entre 1918 y 1920 se produjeron una serie de levantamientos de los osetios que simpatizaban con los bolcheviques y querían incorporarse a la República Socialista Federativa Soviética de Rusia. Estos fueron duramente reprimidos por Georgia, produciéndose miles de muertes en el lado osetio.
En 1922, Iósif Stalin convierte a Osetia del Sur en Región Autónoma de la República Socialista Soviética de Georgia y le añade la llanura adyacente, con la ciudad de Tsjinval, habitada principalmente por georgianos.

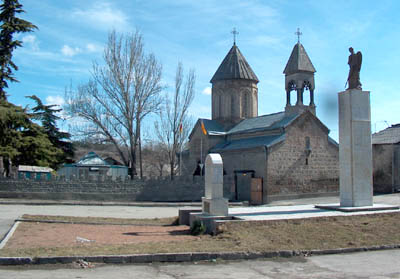
Monumento a las víctimas del conflicto entre Georgia y Osetia en Tsjinval.

El 10 de noviembre de 1989 el Congreso de Diputados Populares de la región proclama su conversión en República Autónoma (dentro de Georgia), decisión que el Parlamento de Georgia declara inconstitucional.
El 20 de septiembre de 1990 los diputados locales proclaman la soberanía y la creación de la República de Osetia del Sur. En respuesta, el 10 de diciembre del mismo año el Parlamento de Georgia declara abolida la autonomía de Osetia del Sur.
Al día siguiente, estallan los enfrentamientos y se producen las primeras tres víctimas mortales, por lo que Georgia impone el estado de excepción en la zona.
A comienzos de enero de 1991 destacamentos de la Guardia Nacional intentan entrar en Tsjinval y se enfrentan a la defensa de las milicias osetas, dando inicio a una guerra que en dos años causó unos 1.800 muertos y el éxodo de 4.000 personas.

## Unión con el norte
Los separatistas proclaman su propósito de unirse a Osetia del Norte y Rusia.

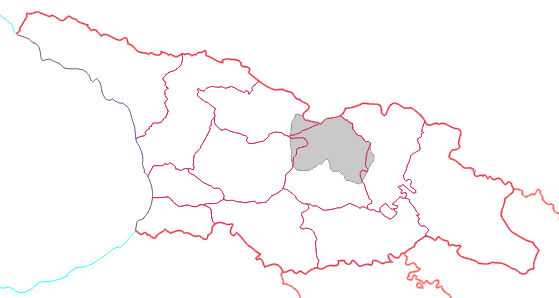
Osetia del Sur en Georgia.

El 19 de enero de 1992, la mayoría de los habitantes de Osetia del Sur votó a favor de su anexión a Rusia, tras lo cual empezaron a recibir ayuda desde Osetia del Norte, de donde llegaron combatientes, además de otras regiones de Rusia.
En 1992 las fuerzas georgianas, reforzadas con carros de combate y artillería de las tropas de la desaparecida URSS, cercan y bombardean la ciudad y logran entrar en sus arrabales.
Las hostilidades cesan tras la firma en Dagomís (balneario en la costa rusa del mar Negro) de un acuerdo entre Rusia y Georgia, por el cual a partir del 14 de julio de 1992 en la zona se desplegarían fuerzas de paz.
La presencia de estas fuerzas no impidió que el régimen separatista formara unas Fuerzas Armadas equiparables a las de Georgia.[cita requerida]
Parte del territorio de lo que fue la región autónoma de Osetia del Sur (entre el 30 y 40 por ciento), habitado por georgianos, seguía bajo control de las autoridades de Georgia y el resto, dirigido por las autoridades independentistas, abogaba por la independencia y la unión a la Federación de Rusia.

## Las presidenciales y el referéndum
El 10 de noviembre de 1996, en la parte osetia se celebraron elecciones presidenciales, pese a la protesta de Tiflis.
Eduard Kokoiti fue elegido presidente de la autoproclamada república el 6 de diciembre de 2001 con el 53 por ciento de los votos.
El 12 de noviembre de 2006 se celebró un referéndum no reconocido por Georgia con un 91% de participación, en donde el 99% votó por la independencia de Georgia y la unión con Osetia del Norte y Rusia, Eduard Kokoiti fue ese día reelegido por más del 96 por ciento de los votos a favor.

## Guerra de 2008
La tensión en la región, que se acumulaba durante meses, y el afán, según algunos analistas, de Georgia de acabar rápidamente con la independencia de facto de las repúblicas separatistas de Osetia del Sur y Abjasia, para así poder entrar en la OTAN, desencadenó en la noche del 7 a 8 de agosto del 2008 una guerra con Osetia del Sur y las fuerzas de paz de Rusia, que velaban por la paz en la región. Durante los días previos a la guerra, Tsjinval fue blanco de francotiradores georgianos. Parte de la población de la ciudad tuvo que ser evacuada a Rusia.
El ataque georgiano a las fuerzas de paz rusas y graves perdidas entre civiles osetios, muchos de los cuales eran ciudadanos rusos, forzaron a Rusia a intervenir en el conflicto armado. El 8 de agosto Rusia mandó refuerzos a sus fuerzas de paz, realizando una operación de imposición de la paz. Las fuerzas rusas consiguieron en cuestión de días la retirada georgiana. El 12 de agosto el Presidente de Rusia Dmitri Medvédev decretó el fin de las operaciones militares rusas en territorio georgiano. Para el 16 de agosto todas las partes implicadas aceptaron el acuerdo de alto el fuego, el Plan de Medvédev-Sarkozy, con el apoyo de la Unión Europea.
Gracias al apoyo ruso, Osetia del Sur y Abjasia, que también participó en el conflicto, evitaron la reconquista por Georgia y recuperaron el control de sus territorios que Georgia controlaba antes de la guerra. El conflicto forzó además a Rusia a reconocer a Osetia del Sur y Abjasia como estados independientes para garantizar su seguridad.

## Reconocimiento hasta el 2022

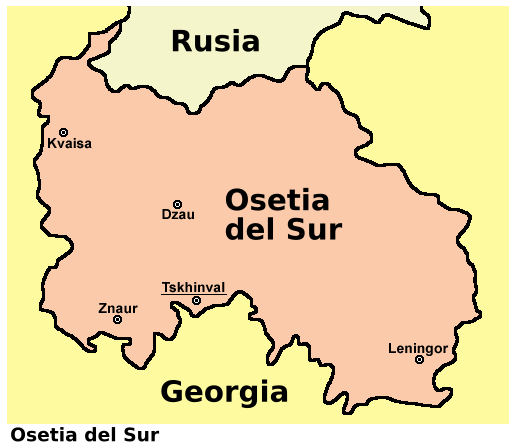

El 25 de agosto las dos cámaras de la Asamblea Federal de la Federación Rusa (el parlamento de Rusia) pidieron al presidente ruso Dmitri Medvédev reconocer la independencia de Osetia del Sur y Abjasia.
El 26 de agosto, Medvédev reconoció la independencia de Osetia del Sur y Abjasia e instó a otros estados a hacer lo mismo. Posteriormente, el 9 de septiembre Rusia estableció relaciones diplomáticas con los dos países.
El 29 de agosto, el presidente de Venezuela, Hugo Chávez, reiteró su apoyo a Rusia en el conflicto del Cáucaso, sin reconocer por aquel entonces la independencia de las dos repúblicas, que finalmente reconoció el 10 de septiembre de 2009.
El 3 de septiembre, el presidente de Nicaragua, Daniel Ortega, reconoció la independencia de las dos repúblicas. El Ministerio del Exterior de Nicaragua comenzó a preparar los documentos necesarios para el reconocimiento oficial.

## Referéndum de anexión a la Federación Rusa del 2022
El 22 de julio del 2022 se prevé la realización de un referéndum para evaluar la anexión a la Federación Rusa. La pregunta a votar corresponde a "¿Apoya la unificación de la República de Osetia del Sur y Rusia?"